# Hisarya Cove
Die Hisarya Cove (englisch; bulgarisch залив Хисаря saliw Chisarja) ist eine 0,95 km breite und 0,5 km lange Bucht an der Südostküste von Smith Island im Archipel der Südlichen Shetlandinseln. Sie liegt südwestlich des Dupnitsa Point sowie 7,3 km nordöstlich des Kap James.
Bulgarische Wissenschaftler kartierten sie 2008. Die bulgarische Kommission für Antarktische Geographische Namen benannte sie im selben Jahr nach der Stadt Chisarja im Süden Bulgariens.